# Полярні коди
Полярні коди (англ. polar code) — коди, які призначені для передавання інформації каналом зв'язку, являють собою окремий випадок блокового лінійного коду, що спирається на ефект поляризації каналу.
Полярні коди були запропоновані у 2009 році Ердалом Аріканом як система кодування, що забезпечує математичну основу для вирішення проблеми пропускної здатності каналу Шеннона.

## Особливості
Для формування поляризаційних кодів використовується кратний добуток Кронекера кількох поляризаційних матриць
{\displaystyle F={\begin{bmatrix}1&0\\1&1\\\end{bmatrix}}}.
Наприклад,
{\displaystyle {\begin{bmatrix}1&0\\1&1\\\end{bmatrix}}\otimes {\begin{bmatrix}1&0\\1&1\\\end{bmatrix}}={\begin{bmatrix}1{\begin{bmatrix}1&0\\1&1\\\end{bmatrix}}&0{\begin{bmatrix}1&0\\1&1\\\end{bmatrix}}\\1{\begin{bmatrix}1&0\\1&1\\\end{bmatrix}}&1{\begin{bmatrix}1&0\\1&1\\\end{bmatrix}}\\\end{bmatrix}}={\begin{bmatrix}1\times 1&1\times 0&0\times 1&0\times 0\\1\times 1&1\times 1&0\times 1&0\times 1\\1\times 1&1\times 0&1\times 1&1\times 0\\1\times 1&1\times 1&1\times 1&1\times 1\\\end{bmatrix}}={\begin{bmatrix}1&0&0&0\\1&1&0&0\\1&0&1&0\\1&1&1&1\end{bmatrix}}.}
Для утворення генеруючої матриці після формування добутку поляризаційних матриць необхідної розмірності здійснюють множення результату на матрицю перестановок.
Особливістю кодів є відносно мала щільність значущих елементів матриці перевірки, за рахунок чого досягається відносна простота реалізації засобів кодування. Разом з тим, полярні коди вважаються першими відомими кодами з субквадратичною обчислювальною складністю кодування і декодування {\displaystyle O(n\log n)}, що доказово досягають пропускної здатності дискретних бінарних симетричних каналів без пам'яті. Прикладом таких дискретних каналів є двійковий симетричний канал або двійковий канал зі стиранням.

## Застосування
Полярні коди розглядалися в якості претендентів на застосування у стандарті стільникового зв'язку 5G NR, однак поступилися при розробці відповідного стандарту кодам LDPC. Окремі фахівці вважають полярні коди оптимальними для стиснення даних з втратами.